# DGCR6
DGCR6‏ (DGCR6 protein) هوَ بروتين يُشَفر بواسطة جين DGCR6 في الإنسان.